# ヴィルヘルム・ハイゼ
ヴィルヘルム・ハイゼ（Wilhelm Heise、1846年7月27日 - 1895年4月24日）は、明治時代にお雇い外国人として来日したドイツの土木技術者、機械技術者である。

## 経歴・人物
ハンブルクの生まれ。1871年（明治4年）に日本政府の招聘により来日した。加賀藩に仕え、その藩が経営する兵庫製鉄所に雇われる。なお、この製鉄所は後に廃藩置県により工部省に移管された。
後に蓬萊社中之島に転勤した。1876年（明治9年）4月より同年開催されたフィラデルフィア万国博覧会に出席するために離日した同じ技術者であったゴットフリード・ワグネルの代理として、東京開成学校（現在の東京大学）にて臨時教師となり、機械学の教鞭を執った。
同年7月に任期満了により同学校を退職し、工部省工作分局等に勤務し明治天皇の皇居造営や二重橋の設計図の作成に携わった。滞日中に東京で死去した。